# Susupuato
Susupuato è una municipalità dello stato di Michoacán, nel Messico centrale, il cui capoluogo è la località di Susupuato de Guerrero.
La municipalità conta 8.704 abitanti (2010) e ha un'estensione di 264,94 km².
Il nome della località significa terra degli scorpioni.